# Кугушев, Александр Михайлович
Александр Михайлович Кугушев (1899—1979) — советский учёный, доктор технических наук, специалист в области мощного радиостроения, профессор МВТУ им. Н. Э. Баумана. Лауреат Государственной премии СССР.

## Биография
Родился 19 июня 1899 года в с. Щербатовка Елатомского уезда Тамбовской губернии.
Окончил 1-ю Нижегородскую гимназию (1918), вечерние электротехнические курсы при бывшем Варшавском политехническом институте, Нижегородский университет (1927). В 1918—1919 гг. техник в Государственном совете народного хозяйства в Нижнем Новгороде. С 1919 по 1923 г. служил в РККА.
- работал радиотехником Волжской Военной флотилии[1];
- С 1923 по 1929 год — сотрудник, а в последние годы заведующий отделом Нижегородской радиолаборатории (НРЛ, г. Горький)[2][3], руководимой М. А. Бонч-Бруевичем. В период работы в НРЛ окончил Нижегородский университет;
- С 1929 по 1934 г. работал заместителем заведующего отдела Центральной радиолаборатории Треста заводов слабых токов в Ленинграде;
- В 1935 году директор Радиоэкспериментального института[4], затем сотрудник Всесоюзного института экспериментальной медицины (ВИЭМ) (Ленинград). Одновременно преподавал в ЛЭИС и ЛЭТИ[5][6];
- В 1942 году переведен в Москву для работ по оборонной тематике[7];
- C 1943 года — главный инженер Всесоюзного научно-исследовательского института радиолокации (г. Москва)[8][9], участвовал в работе Совета по радиолокации при Государственном Комитете Обороны[7][10];
- С 1948 года — заведующий кафедрой «Электромеханические приборы», после переименований кафедры — заведующий этой же кафедрой «Радиотехника», впоследствии «Радиоэлектронные устройства» в МВТУ им. Н. Э. Баумана сначала по совместительству, с 1955 года — по основной работе[11].

С 1955 года возглавлял Московское правление Всесоюзного Научно-технического общества радиотехники и электросвязи имени А. С. Попова..
В 1932 г. вместе с М. М. Морозовым разработал бумажно-масляный конденсатор.
Доктор технических наук (1947), профессор (1948).
Умер 6 сентября 1979 года в Москве.

### Награды СССР
- лауреат Государственной премии СССР (1979) за большой вклад в создание одного из лучших в стране специализированных радиолокационных комплексов (в группе награждённых также профессора Н. А. Бей (С 300) и Г. И. Веселов)[14]
- Орден Трудового Красного Знамени (дважды — 1942, 1979)
- три ордена Ленина (1951, 1953, 1969)[1]
- Заслуженный деятель науки и техники РСФСР (1963)
- медали «За трудовую доблесть» (1961), «За трудовое отличие» (1940), «За боевые заслуги» (1967).

### Прочее
- Золотая медаль имени А. С. Попова РАН (1977)[15]
- Внесён в книгу Почета МВТУ им. Н. Э. Баумана. в 1971 г.[11].

## Автор и соавтор книг
- Электрическое питание радиоустройств / А. М. Кугушев ; Ленингр. электротехн. ин-т им. В. И. Ульянова (Ленина). — Ленинград : Кубуч, 1935 (1 тип. Изд-ва Ленингр. облисполкома и Совета). 424 с.
- Кугушев A.M. О физической сущности действия токов высокой частоты // Сборник научных трудов «Биологическое воздействие ультракоротких волн в медицине». ВИЭМ. — М. — 1937. — С. 26 — 82.
- Кугушев A.M. Ультракороткие волны и их применение. М.: Знание, 1955. 50 c.
- Кугушев A.M. Современная радиоэлектроника, М., «Энергия», 1958. 64 с. (Массовая радиобиблиотека. Выпуск 300)
- Основы радиоэлектроники: линейные электромагнитные процессы / А. М. Кугушев, Н. С. Голубева. — М. : Энергия, 1969. 880 с.
- Основы радиоэлектроники: нелинейные электромагнитные процессы: учебное пособие / А. М. Кугушев, Н. С. Голубева; ред. В. Г. Карташев. — М. : Энергия, 1977. — 400 с.
- Кугушев А. М., Голубева Н. С., Митрохин В. Н. Основы радиоэлектроники: Электродинамика и распространение радиоволн: Учеб. пособие для студ. вузов, обучающихся по спец. Радиотехника. — М. : Издательство МГТУ им. Н. Э. Баумана, 2001. — 367 с.

## О нём
- В книге Творцы российской радиотехники. Жизнь и вклад в мировую науку/ под ред. М. А. Быховского. — М. : ЭКО-ТРЕНДЗ, 2005. — 159 с. — (История электросвязи и радиотехники; вып. 3) приведена его биография.
- В книге Основатели научных школ Московского государственного технического университета имени Н. Э. Баумана : краткие очерки / ред. Юдин Е. Г., Демихов К. Е. — М. : Изд-во МГТУ им. Н. Э. Баумана, 2005. — 630 с. приведена его биография.
- https://itexts.net/avtor-avtorov-kollektiv/54585-aleksandr-ivanovich-shokin-portret-na-fone-epohi-avtorov-kollektiv/read/page-53.html